# Chionaema amabilis
Chionaema amabilis là một loài bướm đêm thuộc phân họ Arctiinae, họ Erebidae.